# Maurice Lemaître
Maurice Lemaître (Paris,  23 de abril de 1926 - Paris, 2 de julho de 2018) foi um pintor francês.

## Carreira
Ele era mão direita do Isidore Isou por quase meio século, mas ele começou a se distanciar da Lettrism na década de 2000.
Morreu em 2 de julho de 2018, aos 92 anos.